# Star Wars (videojuego de 1991)
Star Wars es un videojuego para la Nintendo Entertainment System (NES) aparecido en 1991 de la mano de JVC Musical Industries.
Este es el primer videojuego de Star Wars basado en la película original, también conocida como La Guerra de las Galaxias o Star Wars: Episode IV - A New Hope (Episodio IV: Una nueva esperanza) al completo, con un desarrollo que va explicando la historia de la misma y que nos permite jugar en diversas situaciones que pudimos ver en la película, aunque con algunas diferencias.
Anteriormente hubo otros videojuegos bajo el nombre Star Wars, en Atari 2600, diversos micro-ordenadores y máquinas recreativas, pero solo estaban compuestos por fases que representaban un trozo de la película, como por ejemplo La batalla de Yavin y el ataque a la Primera Estrella de la Muerte.
Existe otra versión del videojuego de Star Wars exclusivamente para la versión japonés de la NES, llamado de igual forma pero programado por Namcot en 1987 y con un desarrollo muy diferente.
- Datos: Q54320